# Eduard von Winterstein

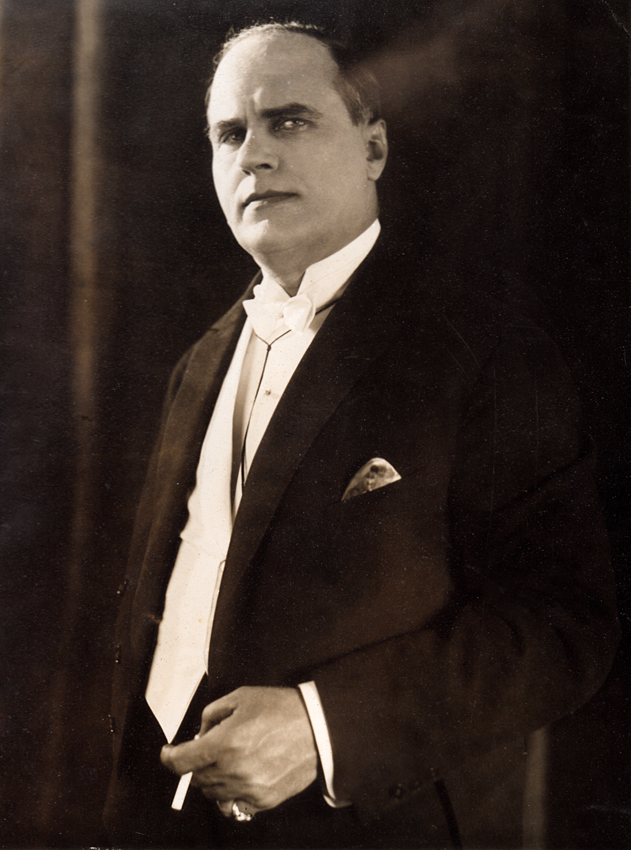
Eduard von Winterstein (Private Aufnahme)

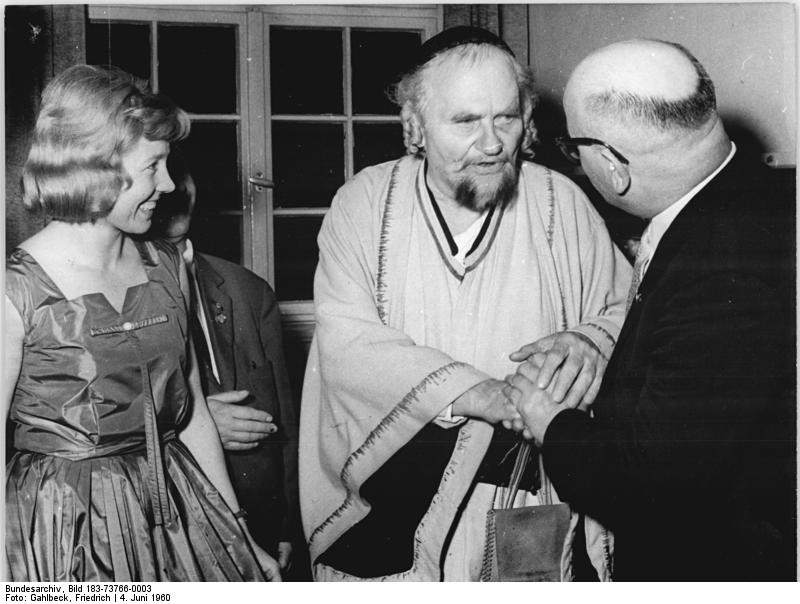
Eduard von Winterstein (Mitte) als Nathan der Weise, 1960

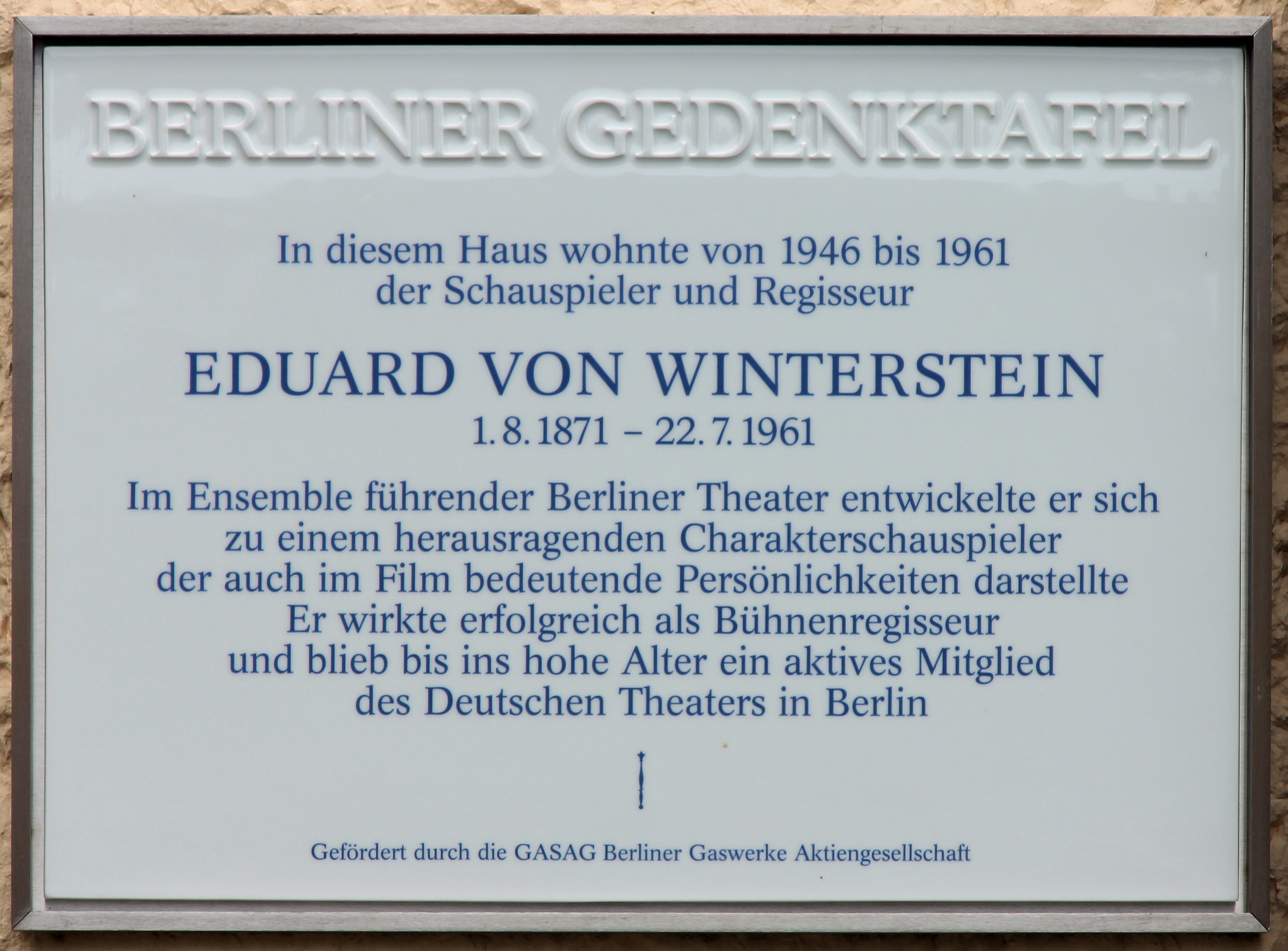
Berliner Gedenktafel am Haus Hafersteig 38, in Berlin-Biesdorf

Eduard von Winterstein (* 1. August 1871 in Wien; † 22. Juli 1961 in Berlin, eigentlich: Eduard Clemens Franz Freiherr von Wangenheim-Winterstein) war ein deutscher Film- und Theaterschauspieler aus der Familie von Wangenheim-Winterstein.

## Leben
Seine Eltern waren der Gutsbesitzer Hugo von Wangenheim-Winterstein (* 21. September 1834; † 19. Dezember 1924) und dessen zweite Ehefrau, die aus Ungarn stammende Schauspielerin Aloysia (Luise) Dub (1832–1904, später: von Wangenheim-Dub). Nach Schauspielunterricht bei seiner Mutter kam Winterstein 1889 nach Gera zur Bühne, wo er laut seiner 1942 veröffentlichten Jugenderinnerungen einen „unverdient Vergessenen“ erleben durfte, den Schauspieler Theodor Lobe. Zur Eröffnung des Theaters in Annaberg am 2. April 1893 spielte er dort die Titelrolle im Egmont. „Ich war in Annaberg wie neu geboren, war ein ganz anderer Mensch geworden. In diesem kleinen Städtchen war ich erst wirklich zum Schauspieler geworden. […] So wurde die Annaberger Zeit eine der schönsten in meinem Beruf“, schrieb er in seiner Autobiographie. An diesem Theater lernte er auch die Schauspielerin Minna Mengers kennen, die er 1894 auf der Wartburg heiratete (gemeinsamer Sohn: der Schauspieler Gustav von Wangenheim, 1895–1975). Das Theater in Annaberg-Buchholz trägt seit 1981 den Namen Eduard-von-Winterstein-Theater.
Seit 1895 spielte er am Schillertheater, später am Deutschen Theater in Berlin. Bei seinem Umzug begeisterte sich Winterstein für seine Wahlheimat mit folgenden Worten:

„Berlin! Das war in jener Zeit viel mehr als heute das heiß ersehnte Paradies, nach dem jeder deutsche Schauspieler mit allen Kräften strebte. […] Hier in der Millionenstadt blühte ein reges Theaterleben auf. Der Theateralmanach von 1895 nennt für Berlin vierundzwanzig Theater. […] Ich hatte mit meiner Familie vorläufig Unterkunft bei Verwandten in der Großbeerenstraße gefunden. […] Ich war glücklich, daß ich gerade in Berlin in dieser Rolle (als Tellheim in Minna von Barnhelm) debütieren sollte.“

Ab 1913 übernahm Winterstein auch Filmrollen, in denen der stämmige Schauspieler bald zur Idealbesetzung von energischen Respektspersonen wie Generälen, Richtern, Gutsherrn und Direktoren wurde. Anders als beim Theater beschränkten sich Wintersteins Auftritte im Film jedoch meist auf wenige Szenen. Er spielte in über 160 Filmen und besprach diverse Sprechplatten, darunter auch noch im hohen Alter die Ringerzählung aus Nathan der Weise für das DDR-Schallplattenlabel Eterna.
In der Zeit des Nationalsozialismus wurde er bei Kriegsende vom Reichsministerium für Volksaufklärung und Propaganda auf die Gottbegnadeten-Liste gesetzt. In der Zeit nach dem Zweiten Weltkrieg gehörte Winterstein zum Ensemble des Deutschen Theaters. Dort spielte er annähernd vierhundert Mal die Rolle des Nathan.

Die Familiengrabstätte in Berlin

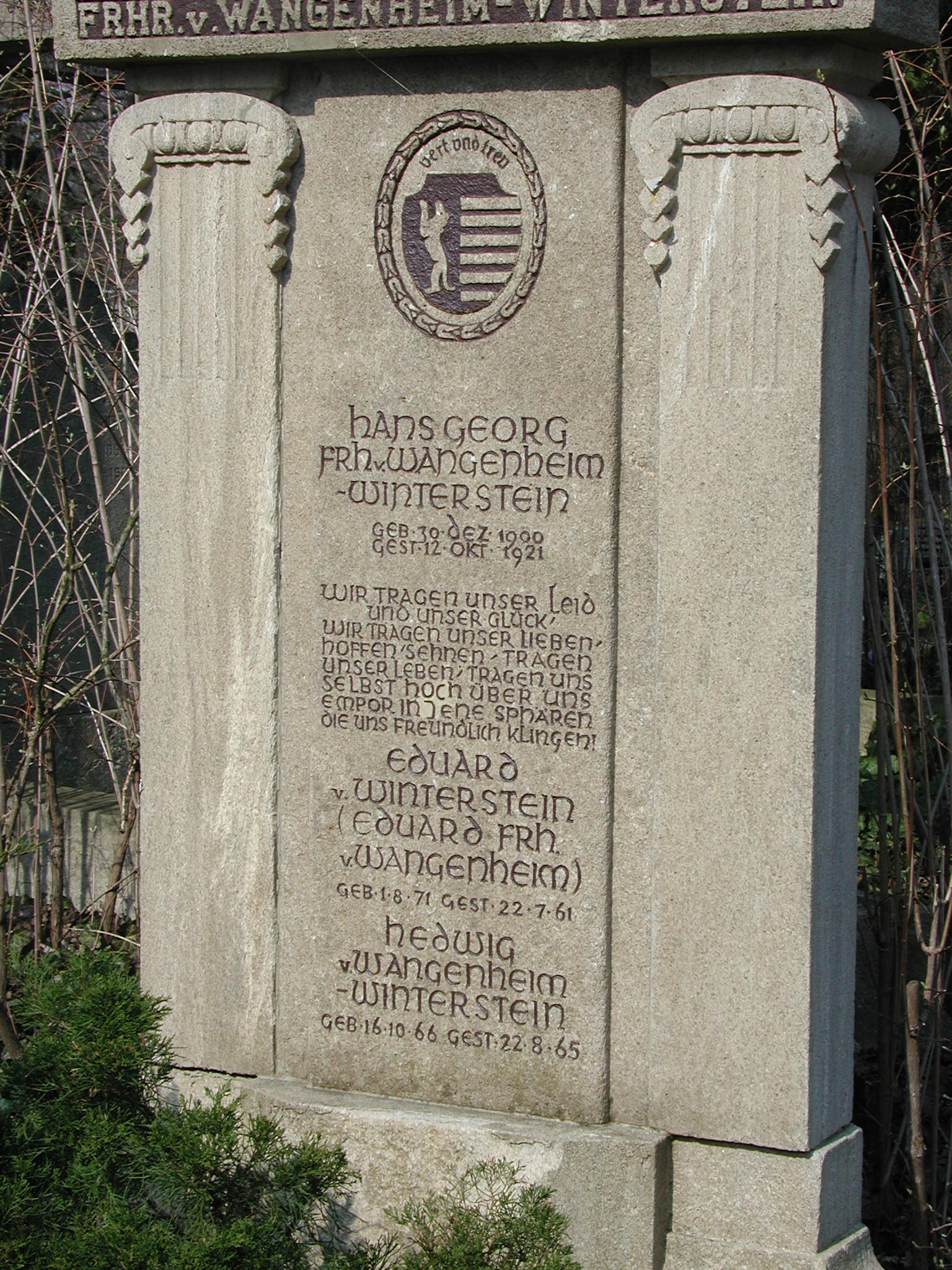
Die Familiengrabstätte in Berlin

Winterstein hat sich bewusst für ein Leben in der DDR entschieden, ein Umstand, den sich die DDR-Kulturpolitik zunutze machte. Nach seinem Tod widmete das Neue Deutschland ihm eine Sonderseite, auf der auch ein Text Wintersteins mit dem Titel „Wahl des Besseren“ abgedruckt war. Dessen Schlusspassage lautet: 

„Ich habe viel Wandlungen erlebt: unter drei Kaisern, dem ersten Weltkrieg, der Pseudodemokratie des zweiten Reiches, der Weimarer Republik, den fürchterlichen zwölf Jahren des Nationalsozialismus und den durch ihn hervorgerufenen völligen Zusammenbruch des Deutschen Reiches, bis ich mich aufatmend aus freiem Entschluß und Willen dem neuen fortschrittlichen Geist anschloß und mich jetzt mit Stolz einen Bürger der Deutschen Demokratischen Republik nenne und dies aus Einsicht, Gründen, Wahl des Besseren.“

Winterstein ist in der Familiengrabstätte auf dem Zentralfriedhof Friedrichsfelde bestattet.

## Bedeutung
Winterstein hat insgesamt länger als siebzig Jahre als Schauspieler auf der Bühne gestanden. Sein Wirken ist mit der deutschen Theatergeschichte des 20. Jahrhunderts und insbesondere der Geschichte des Deutschen Theaters in Berlin eng verbunden. Seine größten Verdienste hat er sich als Darsteller von Rollen aus Theaterstücken Lessings erworben.
Winterstein steht für das von Max Reinhardt und Otto Brahm vertretene Konzept einer realistischen Theaterkunst.

## Darstellung Wintersteins in der bildenden Kunst
- Theo Balden: Eduard von Winterstein (Porträtbüste, Bronze, Höhe: 45 cm, 1961; Nationalgalerie Berlin)[6]

## Filmografie (Auswahl)
- 1913: Gottheit Weib
- 1913: Schuldig
- 1915: Zofia
- 1915: Märtyrerin der Liebe
- 1916: Werner Krafft
- 1917: Die Claudi vom Geiserhof
- 1917: Die Faust des Riesen
- 1918: Der Ring der drei Wünsche
- 1918: Der lebende Leichnam
- 1918: Pique Dame
- 1919: Opium
- 1919: Nerven
- 1919: Die Frau auf der Schildkröte
- 1919: Die Prostitution (2 Teile)
- 1919: Blondes Gift
- 1919: Die Hexe von Norderoog
- 1919: Hiob
- 1919: Maria Magdalene
- 1919: Madame Dubarry
- 1920: Der Reigen
- 1920: Präsident Barrada
- 1920: Das Haupt des Juarez
- 1920: Der Sturz in die Flammen
- 1920: Der langsame Tod
- 1921: Hamlet
- 1921: Danton
- 1921: Die Abenteurerin von Monte Carlo, drei Teile
- 1921: Der müde Tod
- 1922: Fridericus Rex
- 1922: Die weisse Wüste
- 1922: Der brennende Acker
- 1922: Der falsche Dimitry
- 1922: Der Strom
- 1923: Die Frau mit den Millionen
- 1923: Dämon Zirkus
- 1923: Der Menschenfeind
- 1923: Wilhelm Tell
- 1924: Die Radio-Heirat
- 1924: Guillotine
- 1924: Rex Mundi
- 1925: Aschermittwoch
- 1925: Wallenstein
- 1925: Die Gesunkenen
- 1925: Das Haus der Lüge
- 1926: Die Försterchristl
- 1926: Fedora
- 1926: Die Mühle von Sanssouci
- 1926: Der Herr des Todes
- 1926: Die Frau in Gold
- 1926: Frauen der Leidenschaft
- 1926: Fräulein Josette – meine Frau
- 1926: Das war in Heidelberg in blauer Sommernacht
- 1927: Da hält die Welt den Atem an
- 1927: Lützows wilde verwegene Jagd
- 1927: Prinz Louis Ferdinand
- 1929: Napoleon auf St. Helena
- 1930: Rosenmontag
- 1930: Der blaue Engel
- 1930: Der Andere
- 1930: Er oder ich
- 1930: Liebling der Götter
- 1930: Das Flötenkonzert von Sans-souci
- 1931: Das Lied vom Leben
- 1931: Zwischen Nacht und Morgen
- 1931: Im Geheimdienst
- 1931: Der Weg nach Rio
- 1932: Der Geheimagent
- 1932: Friederike
- 1932: Trenck
- 1932: Der weiße Dämon
- 1932: Das erste Recht des Kindes
- 1933: Morgenrot
- 1933: Der Läufer von Marathon
- 1933: Spione am Werk
- 1933: Der Judas von Tirol
- 1934: Der Schimmelreiter
- 1934: Der ewige Traum
- 1935: Regine
- 1935: Hundert Tage
- 1935: Krach im Hinterhaus
- 1935: Das Mädchen vom Moorhof
- 1935: Der höhere Befehl
- 1935: Familie Schimek
- 1937: Das schöne Fräulein Schragg
- 1936: 90 Minuten Aufenthalt
- 1937: Madame Bovary
- 1937: Der Mann, der Sherlock Holmes war
- 1937: Unter Ausschluß der Öffentlichkeit
- 1938: Heiratsschwindler
- 1938: Napoleon ist an allem schuld
- 1939: Der grüne Kaiser
- 1939: Menschen vom Varieté
- 1939: Robert Koch, der Bekämpfer des Todes
- 1939: Die Reise nach Tilsit
- 1939: Das unsterbliche Herz
- 1939: D III 88
- 1939: Befreite Hände
- 1940: Das Herz der Königin
- 1940: Bismarck
- 1940: Das Fräulein von Barnhelm
- 1941: Kopf hoch, Johannes!
- 1941: Ohm Krüger
- 1941: Annelie
- 1942: Rembrandt
- 1942: Andreas Schlüter
- 1942/44: Philharmoniker
- 1943: Münchhausen
- 1945: Der Puppenspieler (unvollendet)
- 1948: Und wieder 48
- 1950: Semmelweis – Retter der Mütter
- 1950: Die Jungen vom Kranichsee
- 1951: Die Sonnenbrucks
- 1951: Der Untertan
- 1952: Das verurteilte Dorf
- 1954: Gefährliche Fracht
- 1956: Genesung
- 1958: Die Erschaffung der Welt (Stvorení sveta, Sprecher)
- 1958: Emilia Galotti
- 1958: Das Lied der Matrosen
- 1960: Der schweigende Stern

## Theater
- 1903: Maxim Gorki: Kleinbürger (Lessingtheater Berlin)
- 1913: Gotthold Ephraim Lessing: Emilia Galotti (Odoardo Galotti) – Regie: Max Reinhardt (Deutsches Theater Berlin)
- 1932: Heinrich von Kleist: Der Prinz von Homburg – Regie: Max Reinhardt (Deutsches Theater Berlin)
- 1933: Hugo von Hofmannsthal nach Pedro Calderón de la Barca: Das große Welttheater (Bauer) – Regie: Max Reinhardt (Deutsches Theater Berlin)
- 1954: Friedrich Schiller: Wilhelm Tell – Regie: Fritz Wisten (Volksbühne Berlin)
- 1955: Friedrich Schiller: Die Verschwörung des Fiesco zu Genua – Regie: Fritz Wisten (Volksbühne Berlin)

## Hörspiele
- 1954: Friedrich Schiller: Die Räuber (Der alte Karl Moor) – Regie: Martin Flörchinger (Rundfunk der DDR)

## Ehrungen
- 1950: Nationalpreis der DDR III. Klasse
- 1951: Internationales Filmfestival Karlovy Vary: Preis als bester männlicher Darsteller für seine Rolle in Die Sonnenbrucks
- 1952: Nationalpreis der DDR II. Klasse im Kollektiv für Das verurteilte Dorf
- 1954: Vaterländischer Verdienstorden in Silber
- 1955: Goethepreis der Stadt Berlin
- 1959: Nationalpreis der DDR I. Klasse
- In Berlin gibt es auf dem Zentralfriedhof Friedrichsfelde ein Familiengrabmal der Familie von Wangenheim/Winterstein.

- In Annaberg-Buchholz wurde das Eduard-von-Winterstein-Theater nach ihm benannt.
- An seinem ehemaligen Wohnsitz in Berlin-Biesdorf wurde am 1. August 2011 eine Gedenktafel enthüllt.
- Zudem war er Ehrenmitglied der Genossenschaft Deutscher Bühnen-Angehöriger[7]